# حواصیل زیگزاگی
حواصیل زیگزاگی (نام علمی: Zebrilus undulatus) نام یک گونه از شاخه طنابداران است.